# Kyselina šťavelová
Kyselina šťavelová je karboxylová (organická) kyselina. Jedná se o nejjednodušší dikarboxylovou kyselinu, její systematický název je kyselina ethandiová. Lidový název je „jetelová sůl“.[zdroj?] Je obsažena prakticky ve veškerém ovoci a zelenině a způsobuje jejich kyselost. Nachází se například v jahodách, ve větším množství je obsažená ve šťavelu, šťovíku a rebarboře. Soli kyseliny šťavelové se nazývají šťavelany nebo oxaláty. Odtud je také možno vysvětlit název meziproduktu Krebsova cyklu, oxalacetátu.

## Fyzikální a chemické vlastnosti
Kyselina šťavelová je pevná, bezbarvá, ve vodě rozpustná, krystalická látka. Je jedovatá a má leptavé účinky. Kyselina šťavelová disociuje ve dvou stupních. V porovnání s monokarboxylovými kyselinami je v prvním stupni kyselina šťavelová kyselejší. Naopak do druhého stupně disociuje neochotně.
| Název              | pKa1 | pKa2 |
| ------------------ | ---- | ---- |
| kyselina mravenčí  | 3,75 | –    |
| kyselina šťavelová | 1,27 | 4,27 |
| kyselina malonová  | 2,85 | 5,70 |

Z tabulky je také vidět, že kyselina šťavelová je z dikarboxylových kyselin nejsilnější. Způsobuje to záporný indukční efekt druhé karboxylové skupiny.

## Využití
Kyselina šťavelová se používá v analytické chemii při titracích jako primární standard, tedy látka, podle níž se určuje přesná koncentrace titračních činidel. Umožňují to její vlastnosti: je to chemicky stálá látka, nereaktivní, neabsorbuje vzdušnou vlhkost, nerozkládá se účinkem světla. Používá se ve včelařství jako akaricid proti roztoči kleštíku včelímu. Dále se používá k bělení dřeva a odstraňování skvrn od rzi z kamene, dřeva, textilu ap. Používá se také do eloxovacích lázní pro dosažení žlutavého odstínu.

## Příprava oxidu uhelnatého
Rozkladem kyseliny šťavelové se připravuje oxid uhelnatý, vedle něj vzniká i oxid uhličitý:
(COOH)2 → CO + CO2 + H2O
Místo kyseliny šťavelové lze pro přípravu oxidu uhelnatého použít kyselinu mravenčí nebo mravenčan barnatý.

## Koordinační chemie
V koordinačních sloučeninách (komplexech) se vyskytuje jako dvouvazný kyslíkatý ligand C2O 2−
4  s předponou oxalato-.

## Bezpečnost
Kyselina šťavelová je zdraví škodlivá. Orální LD50 pro potkany je 475 mg/kg (samci), resp. 375 mg/kg (samice). Hlavním toxickým účinkem je tvorba krystalů šťavelanu vápenatého v ledvinách, což vede k jejich selhání. Vyvázáním vápníku však také může nastat hypokalcémie. Může dojít k neurotoxickým účinkům a/nebo k zástavě srdce. Kyselina šťavelová dráždí kůži, oči a dýchací cesty. Expoziční limit OEL v EU je 1 mg/m3 (TWA).
Člověk denně vyloučí močí několik miligramů kyseliny šťavelové.
Kyselina šťavelová se za horka rozkládá na kyselinu mravenčí a oxid uhelnatý. S některými sloučeninami stříbra reaguje za vzniku výbušného šťavelanu stříbrného.